# Жук, Александр Иванович (физик)
Жук, Алекса́ндр Ива́нович (род. 7 марта 1954 года) — украинский физик, доктор физико-математических наук, профессор кафедры теоретической физики физического факультета Одесского национального университета им. И. И. Мечникова.

## Биография
Родился в 1954 году в Чите, бывший СССР (ныне Россия). С сентября 1971 по февраль 1974 учился в Одесском государственном университете им. И. И. Мечникова (ныне ОНУ им. И. И. Мечникова). С февраля 1974 по февраль 1977 проходил обучение в Московском инженерно-физическом институте (МИФИ). С мая 1979 по май 1982 проходил обучение в аспирантуре Физического института им. П. Н. Лебедева под руководством профессора Валерия Павловича Фролова.
Работал младшим научным сотрудником Астрономической обсерватории Одесского университета (1977—1979), младшим научным сотрудником (1982—1983), старшим научным сотрудником (1984—1992), ведущим сотрудником (1992—1999), главным научным сотрудником кафедры теоретической физики ОГУ (1999—2006). С 2006 г. — профессор кафедры теоретической физики ОНУ имени И. И. Мечникова и главный научный сотрудник Астрономической обсерватории ОНУ.
Старший научный сотрудник в Международном центре Абдус Салама Теоретическая Физика, Триест, Италия (2003—2008, 2009—2014).
Имеет многочисленные гранты, а это и гранты — DFG (1993—1998), DAAD (1993), Испания Sabbatical Грант (IMFF (CSIC)) (2000—2001), гранты ЦЕРН (с 2006 г.) и др.
Получил Государственную премию Украины в области науки и техники (2015).
Является членом Ученого Совета ОНУ им. И. И. Мечникова, рецензентом журналов Classical and Quantum Gravity, Int. Journ. Mod. Phys. и Physics of Atomic Nuclei.

## Научная деятельность
Основные работы А. И. Жука касаются моделей многомерной Вселенной, космологическими моделями с изменяющейся и флуктурирующей космологической константой, проблемы тёмной энергии.
Научная группа, в которую входил Александр Иванович, шесть лет занималась вопросами происхождения и эволюции Вселенной, а также загадками темной материи и энергии. Как результат, вышел трехтомник «Строение и эволюция Вселенной на галактических и космологических масштабах, скрытая масса и энергия: теоретические модели и наблюдаемые результаты».
В 1985 участвовал как слушатель в работе школы «Квантовые частицы в интенсивных полях» (Кишинев, 1985)

### Труды
- Quantum particle creation in the homogeneous isotropic universe from the states described by a density matrix / V. Frolov, A. Zhuk // Theor. Math. Phys. — 1983. — Vol. 55. — P. 216—223.
- Problem of the boundary condition in Quantum Cosmology: simple example / А. Zhuk // Classical and Quantum Gravity. — 1988. — № 5. — P. 1357—1365.
- Wave function of the De Sitter Universe / А. Zhuk // Ukrainian Fiz. Zh. — 1990. — Vol. 35. — P. 7-11
- Dynamical dark energy from extra dimensions. / V. Baukh, A. Zhuk // Kinematics and Physics of Celestial Bodies. — 2009. — № 1. — P. 57-63
- The negative result of gravitational tests for multidimensional Kaluza-Klein models / M. Eingorn, A. Zhuk // Ukr. J. Phys. — 2012. — Vol. 57. — P. 443—456.
- Dark energy and dark matter in the Universe: in three D20 volumes. Editor V. Shulga. — Vol.. 1. Dark Energy: observational evidence and theoretical models. / B. Novosyadlyj, V. Pelykh, Yu. Shtanov, A. Zhuk. — Kiev : Akademperiodyka, 2013. — 380 p.
- Problematic aspects of KaluzaKlein excitations in multidimensional models with Einstein internal spaces / A. Chopovsky, M. Eingorn, A. Zhuk // Physics Letters. B. — 2014. — Vol. 736. — P. 329—332
- Scalar perturbations in cosmological models with quark nuggets / M. Brilenkov, M. Eingorn, L. Jenkovszky, A. Zhuk // The European Physical Journal. — 2014. — № 74. — P. 3011.